# روتله (پاستا)
روتله نوعی پاستا شبیه چرخ پره ای است. آنها شبیه فیوری هستند.
این نام از کلمه ایتالیایی برای چرخ کوچک گرفته شده است. در ایتالیا آنها را «رووت» و در ایالات متحده معمولاً «چرخ‌های واگن» می‌نامند، در ایران نیز چرخی.